# Blade Cleaver
Blade Cleaver (* 6. Juli 1992) ist ein kanadischer Geschwindigkeitsskifahrer.

## Werdegang
Cleaver gab sein Debüt am 5. März 2010 im Speedski-Weltcup. Am Ende der Saison 2009/10 belegte er den Zweiten Platz in der Speed-Downhill-Junior-Klasse.